# اوحله (فجیره)
اوحله (در عربی:  أَوحَلَة ) روستایی است کوهستانی، تهٔ دره (أوحله) و در پایهٔ زنجیرهٔ کوه حجر واقع شده‌است، و از توابع شهر دبا الفجیره از توابع امارت فجیره از امارات هفتگانه دولت امارات متحده عربی و در شبه جزیره عربستان واقع شده‌است.
شغل مردم این روستا، و کشاورزی، و دامداری و تجارت است.
حدود ۱۰۰۰ اصله نخل خرما در روستا وجود دارد.

## جمعیت
جمعیت آن ۱۲۰ نفر (۱۱ خانوار) می‌باشند که از اهل سنت و مالکی مذهب هستند.